# 1,2-Benzoquinone
Pour les articles homonymes, voir Benzoquinone.
La 1,2-benzoquinone ou cyclohexa-3,5-diène-1,2-dione est une cétone de formule brute C6H4O2.
C'est un des deux isomères de la quinone, l'autre étant la 1,4-benzoquinone. La 1,2-benzoquinone est produit par oxydation du (pyro)catéchol.

## Propriétés physico-chimiques
La 1,2-benzoquinone est relativement instable : elle se décompose dans l'eau ainsi que lorsqu'elle est chauffée au-dessus de 60 °C.